# Wilsberg: Aus Mangel an Beweisen
Aus Mangel an Beweisen ist die 34. Folge der Fernsehfilmreihe Wilsberg. Die Erstausstrahlung erfolgte am 25. Januar 2012 bei ZDFneo und am 28. Januar 2012 im ZDF. Regie führte Hans-Günther Bücking, das Drehbuch wurde von Jürgen Kehrer geschrieben.

## Handlung
Wilsbergs Freund Ekki stammt aus Horsthausen im Münsterland. Dort spielt er nicht nur in der Altherren-Mannschaft Fußball, sondern in dem beschaulichen Ort leben auch seine Eltern und sein Cousin Thomas Rensing mit dessen Frau Melanie und dessen Sohn Max. Den talentierten Nachwuchsspieler der Jugendmannschaft kennt Ekki aus dem örtlichen Fußballverein, wo er bei Nils Erdel trainiert.
Als Ekki von Thomas erfährt, dass Max verschwunden ist und er einen Erpresserbrief erhalten habe, in dem 100.000 Euro Lösegeld für die Freilassung des Jungen gefordert werden, macht sich Ekki mit Wilsberg auf den Weg nach Horsthausen. Nach anfänglichen Einwänden seitens Thomas einigen sich die drei Männer, dass Wilsberg das Lösegeld überbringen soll. Die Geldübergabe auf der als Übergabeort vereinbarten Lichtung scheitert jedoch, weil Wilsberg von den Polizisten um Kommissarin Anna Springer überwältigt wird, nachdem Melanie Rensing ohne Wissen ihres Mannes die Münsteraner Polizei verständigt hat. Nachdem Kommissarin Springer feststellt, wer ihr ins Netz geraten ist, lässt sie Wilsberg wieder laufen.
Stattdessen konzentrieren sich die Ermittlungen von Springer und ihrem Kollegen Overbeck auf Wolfgang Schwendter, einen anderen Bürger Horsthausens. Dieser stand bereits einmal vor mehreren Jahren wegen Kindesmissbrauchs vor Gericht. Das Verfahren gegen ihn wurde damals jedoch aus Mangel an Beweisen eingestellt. Dies scheint sich im aktuellen Fall nicht abzuzeichnen. Es wurde ein blutverschmiertes Basecap hinter seinem Haus gefunden. Die Untersuchung des Beweisstücks ergibt, dass das Blut von Max stammt. Kurzerhand wird Schwendter in Untersuchungshaft genommen. Ihm wird Alex Holtkamp als Pflichtverteidigerin zugewiesen.
Wilsberg verfolgt derweil weiterhin die durch den Erpresserbrief vorgezeichnete Spur. Als ein erneuter Brief bei Thomas eintrifft, stellen Wilsberg und Ekki dem Erpresser eine Falle. Sie deponieren den Rucksack mit dem geforderten Bargeld in einem Mülleimer auf einem Rasthof an der Autobahn. Ekki kann jedoch seiner Aufgabe, die Tasche nicht aus den Augen zu lassen, nicht nachkommen, da er von einer ehemaligen Sandkastenfreundin, die ihn in der Gaststätte des Rasthofs anspricht, abgelenkt wird. So bekommt er auch nicht mit, wie ein Motorradfahrer die Tasche an sich nimmt und davonfährt. Ekki verbringt mit seiner alten Bekannten die Nacht, während Wilsberg den Motorradfahrer, der an ihm vorbeifährt, verfolgt und stellen kann. Dabei stellt sich heraus, dass der zweite Erpresserbrief von Thomas und dessen Arbeitskollegen vorgetäuscht war. Die beiden wollten Kapital aus dem Verschwinden des Kindes schlagen, da es dem gemeinsamen Unternehmen finanziell sehr schlecht geht.
Nach dieser Wendung verdichten sich die Indizien, dass es sich tatsächlich um einen Missbrauchsfall handeln könnte, und Wilsberg richtet seine Konzentration auf Max’ Fußballtrainer Nils Erdel. Dieser glaubt an die Existenz Außerirdischer, ist ein Verschwörungstheoretiker und hat eine eigene Webseite zur Bielefeld-Verschwörung verfasst. Als Wilsberg die Verhaftung von Nils Erdel erreichen will, gesteht dessen Bruder Kevin, dass Nils zwar des Nachts mit blutiger Kleidung des vermissten Jungen aus dem Wald gekommen sei, diesem aber nichts angetan habe. Um seinen Bruder zu schützen, habe er daraufhin die Kleidung bei Schwendters Haus versteckt, um den Verdacht auf den im Ort verrufenen Mitbürger zu lenken. Da Nils ein bestimmtes Waldstück erwähnt, dessen Betreten ihm von Kevin verboten wurde, lässt Wilsberg Anna Springer dort erneut eine Suchaktion mit einer Polizeistaffel im Waldstück durchführen. Dabei wird Max’ verscharrte Leiche aufgefunden und vom örtlichen Kinderarzt Dr. Fahle identifiziert.
Alex Holtkamp ist keinesfalls darüber erfreut, dass ihr Schwendter als Mandant zugewiesen wurde. Sie vertritt ihn jedoch gewissenhaft, so dass er nach den von Kevin Erdel bei seinem Haus platzierten Beweisstücken letztlich erneut freikommt und sich danach dem blanken Hass seiner Mitbürger ausgesetzt sieht. Der per Handy herbeigerufene Wilsberg kann zusammen mit Dr. Fahle der wütenden Meute Einhalt gebieten und Alex sowie Schwendter vor den aufgebrachten Horsthausenern retten.
Wilsberg durchstreift die Gegend, verschafft sich mit Ekki Zutritt zur Waldhütte von Dr. Fahle und findet dort ein Asthmaspray, das Melanie Rensing bei ihrem letzten abendlichen Besuch in der Hütte verloren hat. Als er Melanie mit seiner Vermutung konfrontiert, sie und der Arzt hätten sich dort insgeheim getroffen und auf der Rückfahrt einen Unfall mit Max gehabt, berichtet sie ihm die wahren Vorgänge: Ja, sie hatte ein Verhältnis mit Dr. Fahle, bekam in der Hütte jedoch Gewissensbisse, die Kinder zu Hause allein gelassen zu haben. Deshalb fuhr sie allein bald wieder nach Hause. Dort hatte Max’ Schwester mittlerweile einen Asthmaanfall erlitten, und Max fuhr, als er ihr nicht helfen konnte, verzweifelt mit seinem Fahrrad zur Hütte, wo er seine Mutter schon einmal mit dem Arzt beobachtet hatte. Wegen des Nebels kollidierte Max tödlich mit dem später heimfahrenden Arzt, der, um seine Karriere nicht zu gefährden, Max’ Leiche verscharrte und den Unfall als Entführung vertuschte.
Thomas bekommt den ersten Teil dieser Unterhaltung mit, fährt wutentbrannt zu Dr. Fahle und versucht ihn in seiner Praxis zu erwürgen. Ekki und Wilsberg können ihn im letzten Moment aufhalten. Der Arzt wird festgenommen.
Da Schwendter auf Alex’ direkte Frage nach seiner Schuld im Fall vor zwölf Jahren ausweichend geantwortet hatte, lässt sie die Briefmarke auf dem Brief, mit dem der Junge aus dem Haus gelockt worden war, auf Speichelrückstände prüfen, die mit der damaligen Technik noch nicht nachweisbar gewesen sind. Darauf wird Schwendter festgenommen und der damalige Fall neu aufgerollt.

## Hintergrund
Die Handlung der Folge Aus Mangel an Beweisen spielt im fiktiven Dorf Horsthausen im Münsterland, das bereits in der Folge Wilsberg: Filmriss erwähnt wurde. Szenen, die im Zentrum des Ortes spielen, entstanden in den historischen Ortskernen von Zons und von Alt-Kaster. Im Mai 2010 drehte eine rund 40-köpfige Filmcrew in Zons, darunter in der Gaststätte „Zum Feldtor“, wo Wilsberg in dieser Folge nur knapp einer Schlägerei entgeht. Die Szene, in der Wilsberg auf der Bank einer Bushaltestelle schlafend zu sehen ist, wurde vor der St. Martinuskirche gedreht, wobei diese Bushaltestelle eigens für die Dreharbeiten dort platziert wurde. Bei der Säule, an der Wilsberg wartend zu sehen ist, handelt es sich um das Ehrenmal am Kirchplatz der Sankt-Georg-Kirche in Alt-Kaster. Die Szene, in der Ekki am Rasthof die Überwachung des Lösegeldes verpatzt, wurde am Rasthof in Bösensell gedreht. Gefilmt wurde auch in Köln und in Münster, wo die wenigen Aufnahmen am Hafenweg im Münsteraner Hafen, am Antiquariat Solder in der Frauenstraße sowie an der Überwasserkirche entstanden.
An 43 Drehtagen entstand die Folge Aus Mangel an Beweisen parallel mit der Folge Frischfleisch. Die Dreharbeiten begannen am 13. April 2010 und endeten am 17. Juni 2010. Der Arbeitstitel der Folge lautete Dorfliebe. Die Produktionskosten werden auf 1,2 bis 1,4 Millionen Euro geschätzt.
Aus Mangel an Beweisen wurde bereits am 11. September 2011 an den Aasee-Terrassen unter freiem Himmel vorgeführt. Die Folge wurde im Cineplex Münster am 20. Januar 2012 noch vor der TV-Premiere in Anwesenheit der Darsteller Leonard Lansink, Roland Jankowsky und Stephan Kampwirth sowie des Produzenten Anton Moho, des ZDF-Redakteurs Martin R. Neumann und des Autors Jürgen Kehrer gezeigt. In drei Kinosälen verfolgten rund 1.600 Zuschauer die Kinopremiere der Wilsberg-Folge. Bei der Premiere im Münsteraner Cineplex hielt Roland Jankowsky, der in der Fernsehserie den Polizisten Overbeck spielt, einen blutigen Strumpf in die Höhe und befragte das Publikum im Kinosaal: „Wer kennt diese Socke?“ Dieser Auftritt ist angelehnt an eine ähnliche Szene aus der 27. Folge Wilsberg: Doktorspiele, in der Overbeck einen von Wilsberg vermissten Socken wie eine Trophäe in die Höhe hält.
Mit den Folgen Aus Mangel an Beweisen sowie Die Bielefeld-Verschwörung wurden erstmals zwei Fernsehfilme des ZDF durch ein interaktives Online-Angebot im Crossmedia-Stil inhaltlich miteinander verknüpft. Ein ähnliches Projekt wurde 2011 unter dem Namen „eSkript“ gestartet, bei dem den Zuschauern die Möglichkeit gegeben wurde, auf die Handlung einer Folge Einfluss zu nehmen.
Jürgen Kehrer, der Autor der Wilsberg-Bücher, der das Drehbuch für diese Folge schrieb, hat einen Cameo-Auftritt als Beamter der Spurensicherung. Christoph Bautz übernahm schon 2004 in der 11. Folge Tod einer Hostess eine Nebenrolle. Stephan Kampwirth war bereits 2005 in der 15. Folge Ausgegraben zu sehen, spielte dort aber eine andere Rolle als in der Folge Aus Mangel an Beweisen. Nadja Becker trat 2008 in der 22. Folge Filmriss auf, in der sie ebenfalls eine andere Rolle spielte.
Am 7. Juni 2012 wurde die Folge zusammen mit der 33. Folge Im Namen der Rosi von Polarfilm auf DVD mit FSK-12-Freigabe veröffentlicht. Die DVD enthält neben den beiden Hauptfilmen als Bonusmaterial ein Making-of sowie ein Porträt über die Stadt Münster.
Der Running Gag „Bielefeld“ verweist in dieser Folge auf die Bielefeld-Verschwörung, die von Nils Erdel erwähnt (ab Minute 53:42) und in der nächsten Folge thematisiert wird, die den Titel Die Bielefeld-Verschwörung trägt.
Den Ausspruch „Wo ist denn der Bus? – Der Bus mit den Leuten, die das interessiert!“, den Kommissarin Anna Springer äußert, nannte sie bereits in der vierten Folge Wilsberg und der Mord ohne Leiche.

## Rezeption

### Einschaltquoten
Drei Tage nach der Erstausstrahlung bei ZDFneo sahen 6,45 Millionen Zuschauer die Folge im ZDF, was einem Gesamt-Marktanteil von 20,5 % entspricht. Unter den 14- bis 49-Jährigen sahen 1,5 Millionen den Krimi, was 13,2 % Marktanteil ausmacht.

### Kritik
Das Lexikon des internationalen Films urteilte, der Film sei ein „launiger (Fernsehserien-)Krimi, der Lynchmentalität in einer vermeintlichen Provinzidylle eher behutsam aufs Korn nimmt“.
Dem Regisseur Hans-Günther Bücking gelingt es „eine angespannte Atmosphäre zu kreieren“ und „das Ganze kurzweilig mit einer Prise trockenem Humor zu erzählen“. Drehbuchautor Jürgen Kehrer verzichtet „auf übliche Plottwists und überrascht mit Wendungen an ungeahnter Stelle“. Die Besetzung sei gelungen, „neben Lansink als Wilsberg sticht Rita Russek als Polizeiermittlerin aus dem Ensemble heraus“. Die Wertung von Quotenmeter ergab 80 %.
Tittelbach urteilte, Aus Mangel an Beweisen sei ein „ziemlich ernsthaft erzählter Fall“. Es sei „alles ein wenig überkonstruiert“, aber im Grunde genommen ein „passabler Krimifall“. Tittelbach vergab 3,5 von 6 Punkten.
Die Redaktion von TV Spielfilm sah „ein bisschen Krimiknobelei, eine Prise schräger Humor und gut besetzte Nebenrollen“. Ihrer Meinung nach sei der Film ein „fintenreicher Fall mit flotten Flirts“.